# Billaea trochanterata
Billaea trochanterata är en tvåvingeart som beskrevs av Louis-Paul Mesnil 1970. Billaea trochanterata ingår i släktet Billaea och familjen parasitflugor. Inga underarter finns listade i Catalogue of Life.